# 翔鶴 (空母)
翔鶴（しょうかく/しやうかく、旧字体：翔󠄁鶴）は、大日本帝国海軍の航空母艦（空母）。翔鶴型航空母艦の1番艦として、太平洋戦争で活躍した。

## 特徴
翔鶴は大和型戦艦1番艦大和、2番艦武蔵と共に③計画にて建造され、大和とほぼ同時期に竣工した。アメリカのエセックス級やイギリスのイラストリアス級と同様、ワシントン海軍軍縮条約終了後に設計建造されたため、必要かつ十分な装備を持つ大型空母として完成した。
翔鶴型空母2番艦瑞鶴との作戦行動時には翔鶴が損害を受けることが多かった。真珠湾攻撃、セイロン沖海戦、珊瑚海海戦、第二次ソロモン海戦、南太平洋海戦、ろ号作戦等に参加し、日本海軍機動部隊の主力として活躍した。1944年のマリアナ沖海戦でアメリカ潜水艦の雷撃を受け撃沈された。

### 艦名
本記事の主題である軍艦翔鶴は、艦名としては3代目である。

#### 翔鶴（初代）
翔鶴（初代）は、江戸幕府および明治政府の外輪式蒸気船「翔鶴丸」である。

#### 翔鶴（2代）
翔鶴（2代）は、計画のみで未起工に終わった航空母艦である。
いわゆる八八艦隊計画の一環として、鳳翔に続く、常備排水量1万2500トンの航空母艦2隻の建造が計画され、1番艦「翔鶴」が大正10年（1921年）度、2番艦（艦名不詳）が大正13年（1923年）度に起工される予定だったという。「翔鶴」は浅野造船所での建造を予定していた。
ただし、この2隻の航空母艦は、起工されないまま、ワシントン海軍軍縮条約の締結により大正12年（1922年）11月19日付で建造取り止めとなっており、要目も「常備排水量 1万2500トン」以外は不詳である。

### 構造
翔鶴型航空母艦と大和型戦艦はマル三計画において同時に計画・建造されており、技術的にも類似点が多い。翔鶴は球状艦首（バルバス・バウ）を採用した日本海軍の軍艦の中では最初に竣工した艦であり（起工は大和が最初）、最大速力約34ノットの高速性を得た。機関出力は16万馬力で、大和型戦艦をも上回る（翔鶴型は罐を8基搭載。大和型は罐を12基搭載）。防御能力についても、機関部や弾薬庫などの艦主要部は巡洋艦の砲撃に十分耐えられるよう装甲が施され、炸薬量450kg の魚雷にも耐えうる水雷防御が施されるなど充実した性能を持つ。しかし、英空母や次級の大鳳型航空母艦のように飛行甲板の装甲は有しておらず、500kg爆弾が命中すると航空機の運用ができなくなる。また、ダメージコントロールは、ミッドウェー海戦での4空母損失の教訓から、可燃物の撤去や可燃性の塗料などを使用しないなどの運用上の工夫が行われていた。
翔鶴型は当初設計において艦橋を左舷中央に配置する予定であった。左舷中央配置は空母赤城・飛龍で採用されたが用兵側から不具合が指摘されている。飛龍型の場合は、建造開始後に赤城型左舷中央配置艦橋の問題が判明したものの、建造が進んでいたため、左舷中央配置艦橋のまま配置された。だが、翔鶴型はこの問題が浮上したのが起工後ではあるが進水前段階であったため、右舷前方配置艦橋への設計変更が可能であった。悪天候時の艦の動揺という点では従来空母（赤城、加賀、蒼龍、飛龍）に比べてやや難があったが、航続力については申し分ないと評価されている。飛行甲板の面積は加賀とほぼ同等（翔鶴型242m×29m、加賀249×30.5m）、だが同時期のエセックス級航空母艦（翔鶴型とほぼ同排水量）の飛行甲板面積より小さい。
翔鶴と瑞鶴は識別が困難（搭乗員でさえ着艦を間違えた）であるが、艦橋直後のメインマストの中途に拡声器（スピーカー）を備えているのが瑞鶴である。ただし、真珠湾攻撃時には双方ともメインマストの中途にスピーカーを備えており、昭和17年末には瑞鶴がこのスピーカーを艦橋左壁に移設しているため、艦橋直後のメインマストのスピーカーの有無を両艦の識別点にできるのは、ごく短期間のことである。尚、飛行甲板前部上に対空識別記号として、カタカナで翔鶴は“シ”、瑞鶴は“ス”と記載されていた。

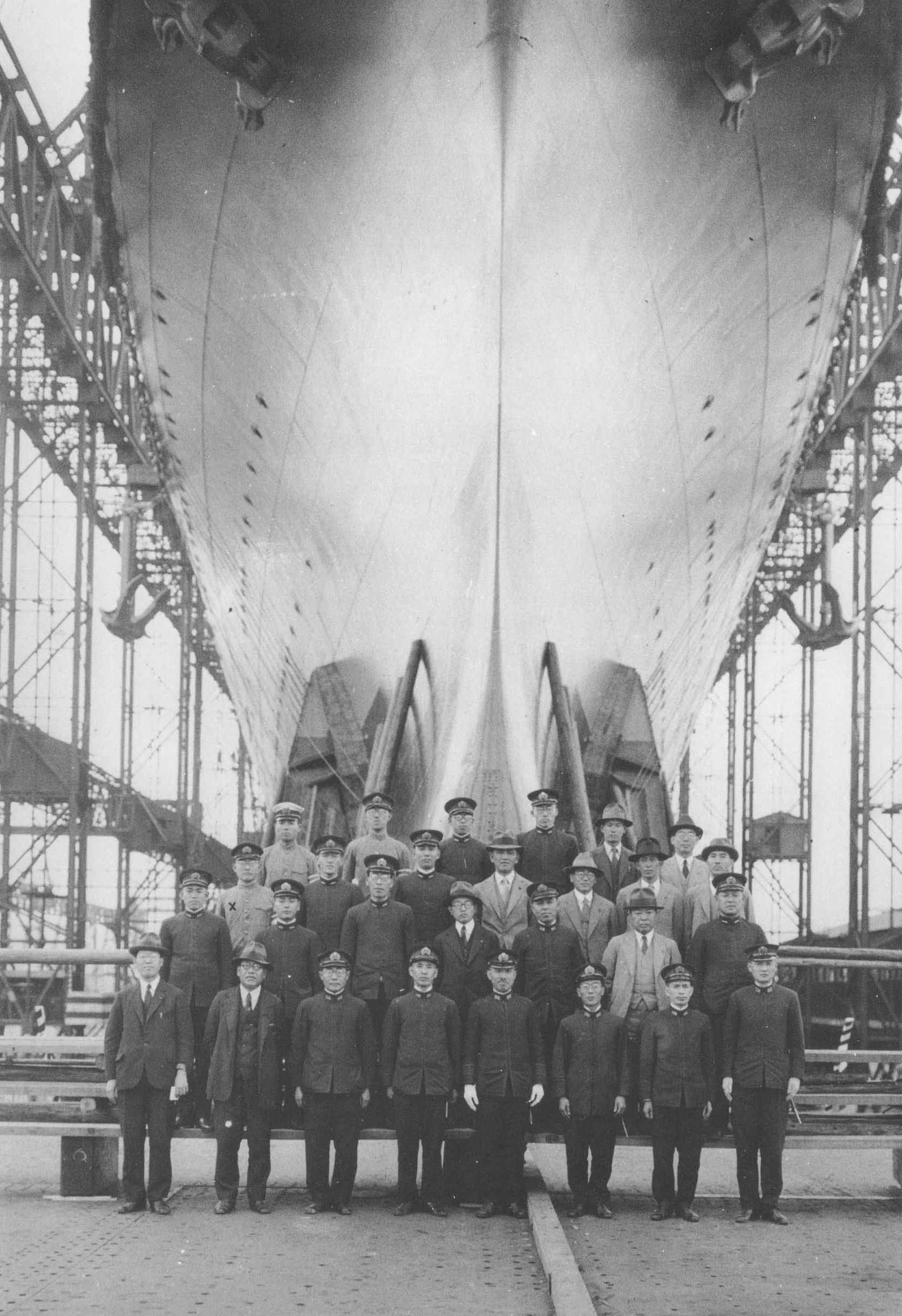
進水前の翔鶴の艦首。
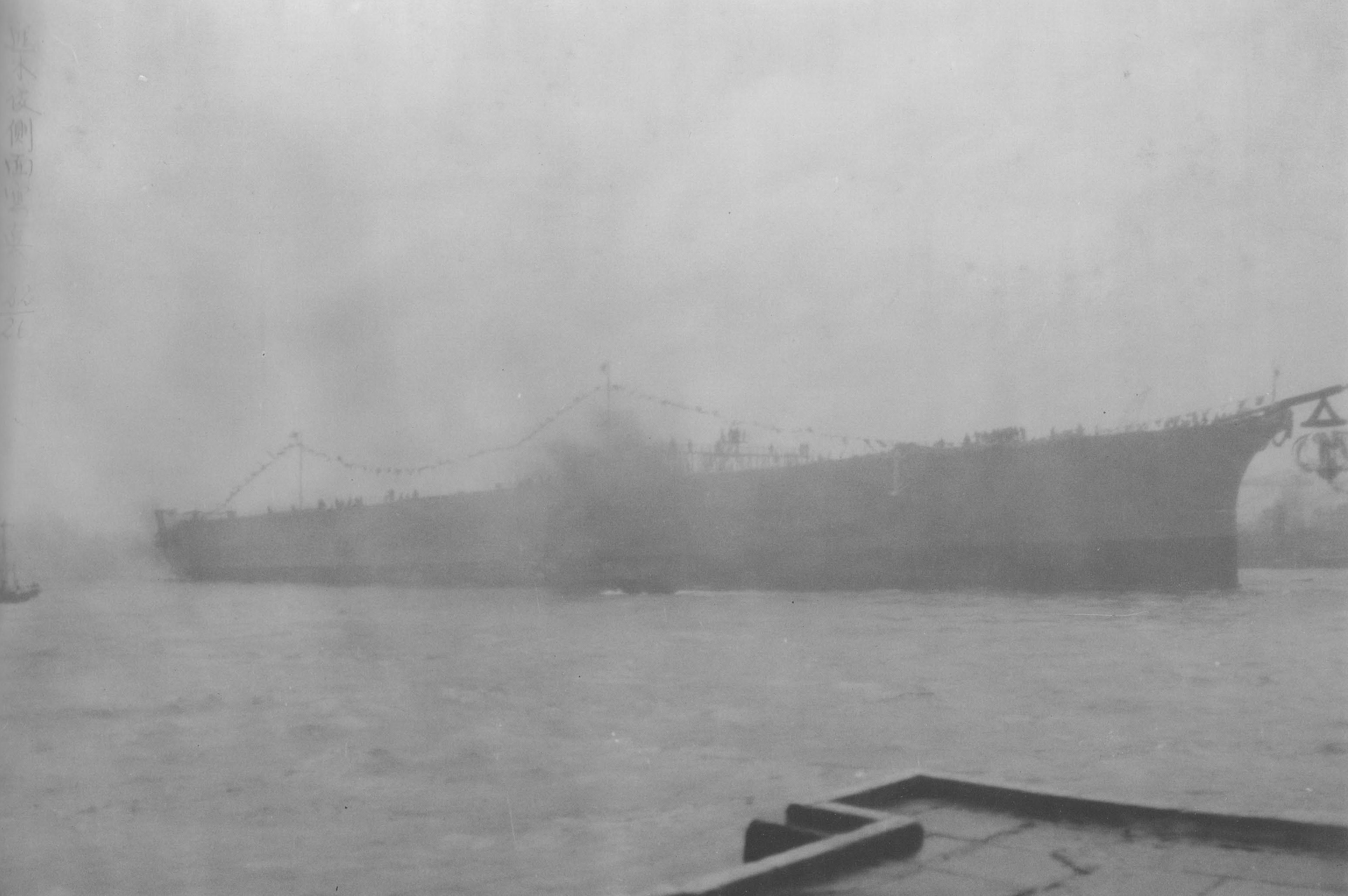
進水時の翔鶴。
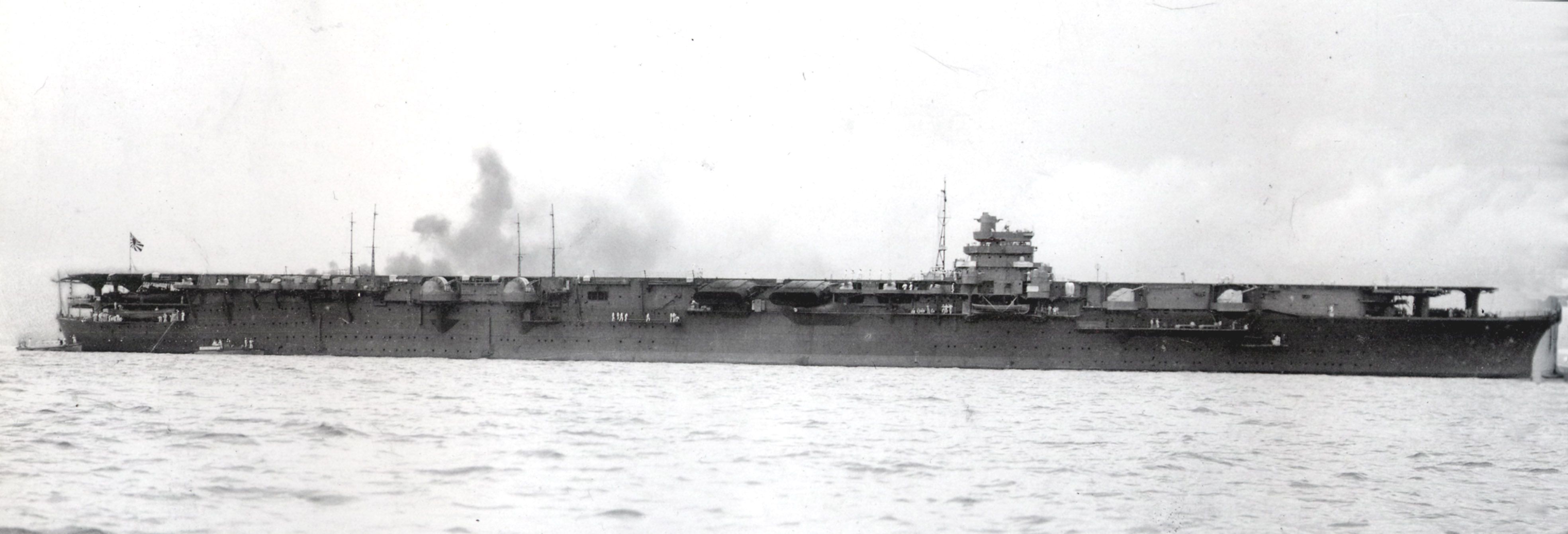
新造時の翔鶴。

## 歴史

### 建造
1937年（昭和12年）に発表された第三次艦船補充計画（通称③計画）によって、大和型戦艦や陽炎型駆逐艦と共に翔鶴は計画され、同年12月12日に横須賀工廠にて建造が始まった。同計画1号艦が（大和）、2号艦（武蔵）、3号艦（翔鶴）、4号艦（瑞鶴）、5号艦が水上機母艦 （甲標的母艦）日進である。長門型戦艦2番艦陸奥と同じガントリー船台での建造だった。
1939年（昭和14年）5月16日、翔鶴（シヤウカク）と命名。同日附で艦艇類別等級表に登録。昭和天皇の名代として、伏見宮博恭王が派遣されることになった。
同年6月1日午後4時20分、伏見宮博恭王、高松宮宣仁親王妃、久邇宮朝融王、米内光政海軍大臣、長谷川清横須賀鎮守府司令長官立会いの元で進水する。ところが式典中に大雨となり、正装の拝観者達は右往左往することになった。また関係者には記念絵葉書と硝子製翔鶴艦型文鎮が配られている。
1940年（昭和15年）5月20日、日本海軍は澄川道男大佐を翔鶴艤装員長に任命した。5月23日、翔鶴艤装員事務所を設置する。
10月15日、澄川（翔鶴艤装員長）は水上機母艦瑞穂艦長へ転任する。後任の翔鶴艤装員長は、呉海軍航空隊司令城島高次大佐となる。
11月15日、城島（翔鶴艤装員長）は横須賀海軍工廠で潜水母艦から空母へ改造中の祥鳳（剣埼）艦長を兼務することになった。
1941年（昭和16年）4月17日、城島高次大佐は制式に翔鶴艦長（初代）に任命され、引き続き剣埼（祥鳳）艦長も兼務する。7月5日、翔鶴艤装員事務所を撤去する。
8月8日に竣工した。横須賀鎮守府籍。当時の艦幹部達は、戦艦にくらべ裏方と見做されていた空母への配属に不満を抱いていたという。同日付で城島大佐（翔鶴艦長、剣埼艦長）は両艦艦長兼務を解かれ、後任の剣埼艦長は小畑長左衛門大佐となった。
8月23日、翔鶴は処女航海を実施、鹿児島方面へ向かった。8月26日、第一航空艦隊司令長官南雲忠一中将は旗艦を空母赤城から翔鶴に変更した。
9月8日、第一航空艦隊旗艦は翔鶴から赤城に戻った。
9月10日、翔鶴は第五航空戦隊旗艦となった。
9月12日に内示された昭和17年度海軍戦時編制によれば、翔鶴型航空母艦2隻（翔鶴、瑞鶴）は第11駆逐隊（吹雪、白雪、初雪）と共に第一航空戦隊を編制し、それまでの一航戦（赤城、加賀）は第51駆逐隊（白雲、薄雲）と共に第五航空戦隊となる予定であった。しかし旗艦として使用する予定であった完成直後の本艦を訪れた第一航空艦隊司令部は、「翔鶴型の飛行甲板は他の空母と比べて著しく短い」「艦橋付近の飛行甲板の幅が狭く、艦上機の運用に不便」と評価を下しており、その影響もあってか編成替えの予定は中止された。
11月14日、五航戦旗艦は翔鶴より瑞鶴に変更された。

### 第一段作戦

#### 真珠湾攻撃

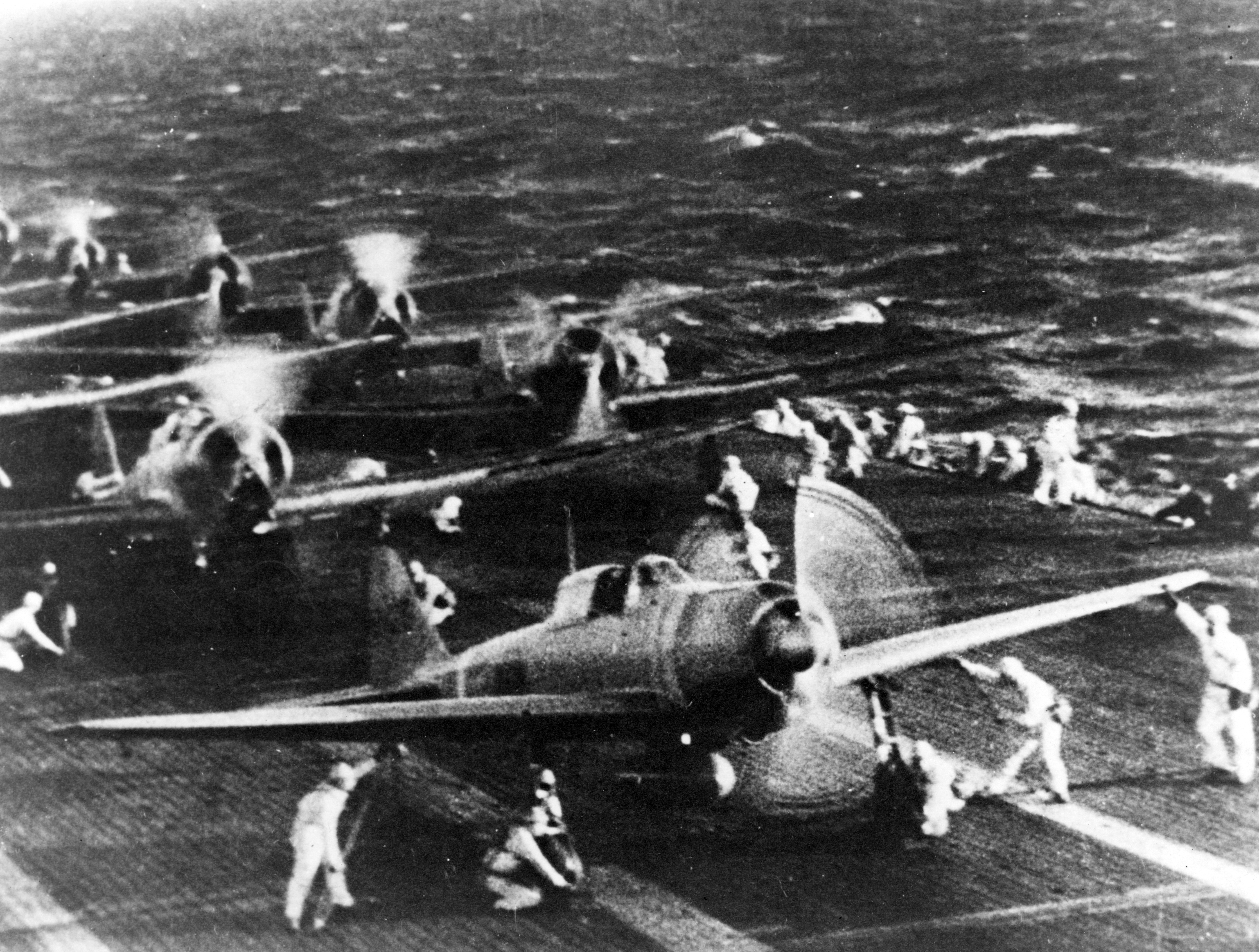
真珠湾攻撃へ向かう翔鶴の艦載機。

第五航空戦隊（翔鶴、瑞鶴、秋雲）は機動部隊に所属して真珠湾攻撃に参加した。
艦上攻撃機隊48機が宇佐基地、艦上爆撃機隊54機が大分基地、艦上戦闘機隊36機は佐世保海軍航空隊の大村飛行場を基地として、離着艦訓練や錦江湾、志布志湾、佐伯湾での訓練を行い、11月16日佐世保基地にいた加賀以外の第一航空艦隊空母5隻は佐伯湾にて艦載機部隊を各陸上基地から離陸させて着艦収容した。
その時の佐伯湾にはハワイ作戦に参加するほとんどの24隻の艦船が集まっており、翌17日午後に山本五十六連合艦隊司令長官の視察を受けた。各艦船は機動部隊としての行動をごまかすため、11月18日時間をずらしてバラバラに佐伯湾を離れ、第五航空戦隊は豊後水道を他艦とは逆に北上して別府湾で停止した。
そして日付が19日になった午前0時に再び動き出して艦隊が最終集結する千島列島の択捉島単冠湾を目指し、艦隊集結予定日通り11月22日に単冠湾へ入った。各艦打ち合わせと兵器整備の後、11月26日機動部隊は単冠湾を出港し艦列を連ね、一路ハワイ真珠湾へと向かった。
翔鶴からの真珠湾攻撃参加機
第一次攻撃隊
99艦爆26機=指揮官：飛行隊長高橋赫一少佐、零戦5機=指揮官：分隊長兼子正大尉
第二次攻撃隊
97艦攻27機=指揮官：分隊長市原辰雄大尉
艦爆1機が未帰還となり、搭乗員2名が戦死した。帰路ではミッドウェー島砲撃にともなうミッドウェー島空襲や、ウェーク島の戦いに伴うウェーク島空襲に参加する予定もあったが、前者は中止され、後者は第二航空戦隊が担当することになった。
父島南西海面で第二補給部隊、駆逐艦8隻と合流した。補給を実施したのち、12月24日になって呉軍港へ帰投する。
真珠湾攻撃作戦から帰投すると、12月31日付で翔鶴・瑞鶴搭載の常用機定数は艦上戦闘機、艦上爆撃機、艦上攻撃機各18機に削減されて二航戦と同じとなり、投射重量は3分の2となった。
1942年（昭和17年）1月5日、日本を出撃して1月14日トラック泊地に到着する。南洋部隊指揮官（第四艦隊司令長官井上成美海軍中将）の指揮下に入り、ラバウル攻略作戦に従事する。1月17日、トラック泊地を出発、20日には空母4隻（赤城、加賀、瑞鶴、翔鶴）でラバウル空襲を敢行する。ラバウル空襲後、五航戦は主隊と分離してパプアニューギニアへ向かう。21日、特別空襲隊（瑞鶴、翔鶴、筑摩、不知火、陽炎、霞、霰）として東部ニューギニアの拠点（ラエ、サラモア、マダン）を空襲するなど、南方方面で活動した。また翔鶴の零戦が遭遇した連合軍飛行艇を撃墜、飛行艇生存者を第六戦隊の重巡青葉が収容している。
一連のラバウル攻略作戦支援を終えると、今度は基地航空部隊の同地進出を支援する。随伴艦から筑摩、陽炎が外れ秋雲を加えたのち、ラバウル進出予定の第24航空戦隊所属九六式艦上戦闘機16機の空輸を命じられた。九六艦戦をトラック泊地からラバウルまで直接空輸することは難しかった為にとられた措置である。五航戦（翔鶴、瑞鶴）はトラック泊地より飛来した九六艦戦16機（各艦8）を収容する。天候不良のため目的地をカビエンに変更したが、空輸作戦は成功した。
1月29日、3隻（翔鶴、陽炎、浜風）はトラック島を出港、2月3日に横須賀へ到着した。一連の作戦で艦爆1機を喪失（搭乗員2名戦死）、飛行機整備員（プロペラ接触事故）と機関科勤務兵（熱射病）で各1名が戦死した。
横須賀への回航時には第一、第五航空戦隊の還納機を搭載しており、更新機を搭載してトラックに戻る予定であった。しかし、2月1日にマーシャル諸島空襲があり、第五航空戦隊（「朧」を除く）は駆逐艦2隻と共に連合艦隊附属とされて附属航空部隊と呼称され、同部隊は東京方面への空襲に備えることとされた。2月7日には敵水上艦艇出現の報があり、敵の迎撃に備えて附属航空部隊や第二戦隊、第九戦隊、第三航空戦隊などで警戒部隊が編成された。結局、敵出現の情報は誤報であり、出撃はなかった。その後もアメリカの機動部隊に備えていたが、第五航空戦隊は3月5日付で警戒部隊から除かれることとなった。3月3日に南鳥島が空襲を受け、「翔鶴」は出動を命じられた。3月5日、駆逐艦「時雨」から国籍不明機発見の報告があり、出動準備を完了していた「翔鶴」は付近に存在すると思われる敵空母攻撃を命じられ、第五航空戦隊は警戒部隊に編入された。だが、味方機であることが判明したため出撃および警戒部隊編入は取り消された。

#### インド洋作戦
3月7日、翔鶴は横須賀を出撃してセレベス島へ向かう途中、アメリカ軍機動部隊出現の急報により日本東方海面に進出したが会敵せず、3月16日、横須賀に戻った。翌日出港、3月24日にセレベス島スターリング湾に到着、南雲機動部隊に合流した。3月27日、スターリング湾を出港してインド洋に進出し4月5日にはセイロン島コロンボ港を空襲しているが、翔鶴所属艦爆1機が未帰還となった。
南雲機動部隊のインド洋進出に伴って生起したセイロン沖海戦では、第五航空戦隊（翔鶴、瑞鶴）を含む日本艦隊はイギリス空母ハーミーズ、重巡洋艦コーンウォール、ドーセットシャー、豪駆逐艦ヴァンパイアなどを共同で撃沈した。翔鶴艦爆隊のハーミーズに対する爆撃命中率は、18機中13発（72%）を記録。だが索敵網の薄さからイギリス海軍の東洋艦隊主力部隊を発見できず、大戦果を収める機会を逃がしている。4月10日、駆逐艦「秋雲」と「朧」は第五航空戦隊から除かれた。

### 第二段作戦

#### 珊瑚海海戦

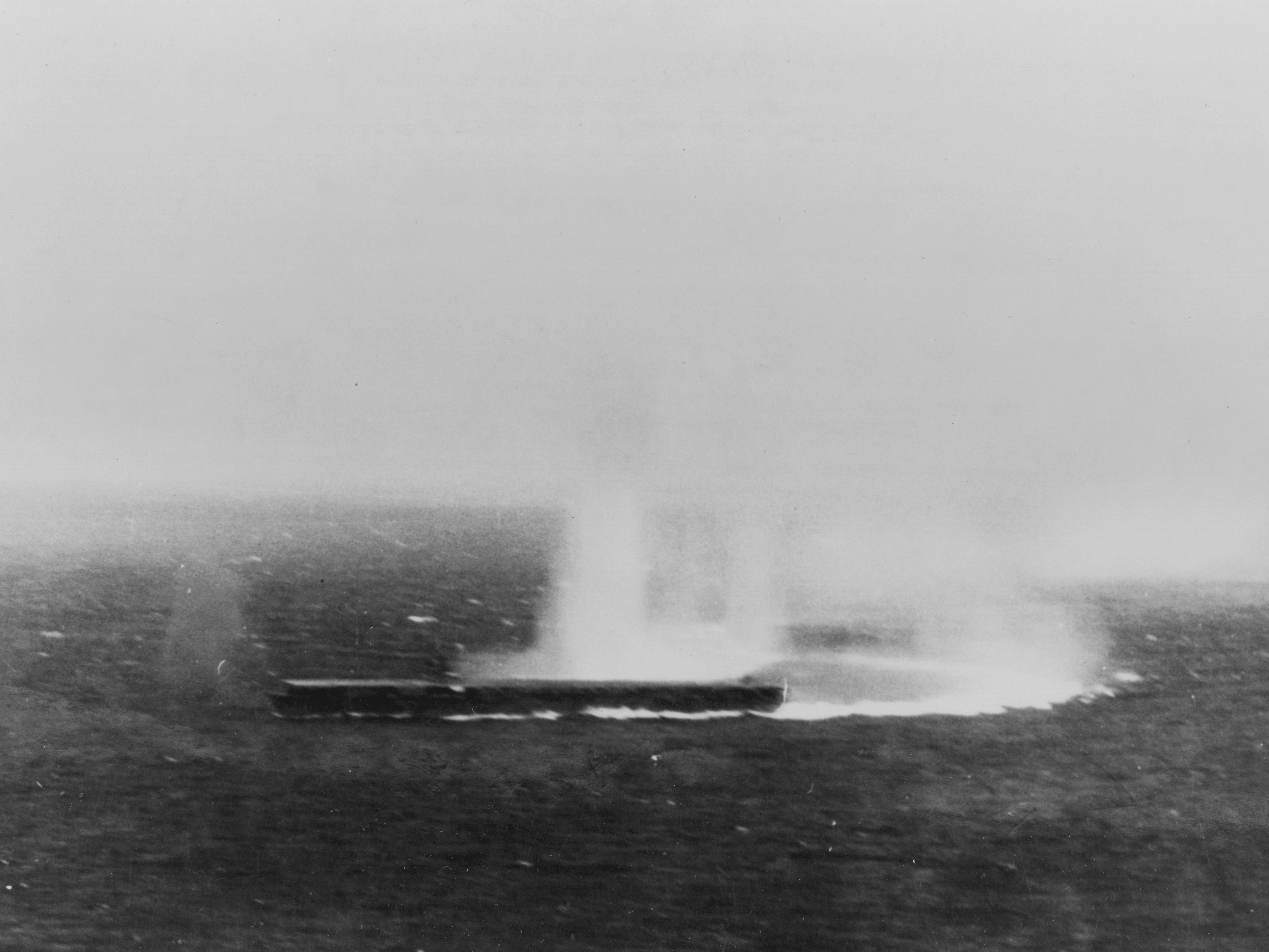
損傷しながらもレキシントン機の爆撃を回避する翔鶴。

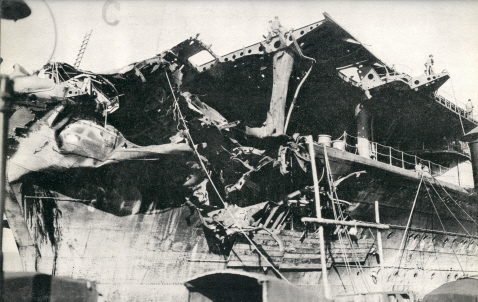
被弾した翔鶴

1942年（昭和17年）1月19日、大本営海軍部は山本五十六連合艦隊司令長官にラエ・サラモア・ツラギ・ポートモレスビーの攻略を指示、これを受けて南洋部隊指揮官井上成美第四艦隊司令長官（旗艦鹿島）は、3月にラエ・サラモア、4月にツラギ・ポートモレスビーを攻略する計画を示した。3月10日、ラエ、サラモアをアメリカ軍機動部隊が空襲し、損傷艦が続出（ラエ・サラモアへの空襲）。ポートモレスビー作戦は1ヶ月近く延期された。これはポートモレスビー攻略部隊は、同基地航空部隊とアメリカ軍機動部隊の双方に対処せねばならぬことを意味し、南洋部隊（第四艦隊）所属の軽空母1隻（祥鳳）では対処しきれず、南洋部隊は連合艦隊に有力な空母部隊の派遣を強く要望する。空母加賀はパラオで座礁した損傷修理のため内地に帰投しており、4月中の派遣は困難と見られていた。その後のミッドウェー作戦実施予定に鑑み、ポートモレスビー攻略作戦は5月上旬実施に決定する。そこで、南洋部隊の従来戦力（第六水雷戦隊、第六戦隊、第十八戦隊、、第十九戦隊、鹿島、祥鳳等）に加えて、インド洋作戦に参加していなかった加賀及び第五戦隊（妙高、羽黒）、水上機母艦瑞穂、第27駆逐隊（時雨、白露、有明、夕暮）等を投入する事がきまる。
ところが、日本軍基地航空隊は第二十五航空戦隊しか配備されず大型空母の加賀でも要求される任務に対処できない見込みとなった。第四艦隊は第二航空戦隊（蒼龍、飛龍）の派遣を希望したが、連合艦隊は第五航空戦隊（瑞鶴、翔鶴）の派遣を決定した。この編成替えには、一航戦や二航戦に対し技量で劣る五航戦に実戦経験を積ませ練度向上を狙うという意図もあった。また、MO機動部隊の戦力を空母3隻（瑞鶴、翔鶴、祥鳳《戦闘機のみ搭載》）とすることも検討されたが（祥鳳側も希望した）、第四艦隊司令部は輸送船団の援護を優先し、同艦に船団の直接護衛を命じた。
以上の作戦方針により、インド洋から帰投途中であった4月12日、第五航空戦隊、第五戦隊、第27駆逐隊の南洋部隊編入が発令された（4月18日附）。五航戦は4月14日にシンガポール沖で他の空母と別れ、駆逐艦3隻（秋雲、萩風、舞風）とともに台湾の馬公に向かった。馬公には4月18日に到着、正式に第27駆逐隊（時雨、白露、有明、夕暮）が五航戦の指揮下に入る。同日には日本本土初空襲（ドーリットル空襲）があった。
4月19日、補給を終えた五航戦は第27駆逐隊とともに馬公を出港して北上する。だが、同日中に元の部署への復帰命令があったためトラックへと向かい、4月25日に到着した。そして第五航空戦隊、第五戦隊、第7駆逐隊、第27駆逐隊、油槽船東邦丸で『MO機動部隊』が編成された。編成時の第五航空戦隊（翔鶴、瑞鶴）の搭載機は、翔鶴計54機（艦戦17、艦爆21、艦攻16）・瑞鶴計63機（艦戦20、艦爆22、艦攻21）、2隻で計117機であった。4月中旬には暗号解読により日本軍の作戦を察知していたアメリカ軍は、ポートモレスビー周辺に戦力を集中する。そして空母2隻（レキシントン、ヨークタウン）を基幹とする第17任務部隊（司令官フランク・J・フレッチャー少将：空母2、重巡7、軽巡1、駆逐艦13、水上機母艦1、油槽船2）を迎撃に向かわせた。エンタープライズ、ホーネットは東京空襲を実行したため真珠湾で補給を行う必要があり、海戦が長引いた場合には珊瑚海へ投入されることになった。
5月1日、MO機動部隊はトラックを出撃。ラバウルへ零戦9機を輸送するため南下したが悪天候に見舞われ、5月3日には翔鶴の零戦1機が海中に転落した。5月7日朝、翔鶴の索敵機はアメリカ給油艦「ネオショー」を米空母と誤認して報告する。日本軍攻撃隊78機はネオショーと駆逐艦「シムス」を撃沈したが、周辺の敵機動部隊を捜索したため数時間を費やした。また瑞鶴艦爆1機が撃墜された。この間にMO攻略部隊主隊（青葉、加古、衣笠、古鷹、祥鳳、漣）がアメリカ軍機動部隊の空襲を受け、祥鳳沈没という損害を出した。翔鶴索敵機の偵察員は補欠予備員で、正規偵察員は腹痛のため出撃できなかったという。2機の翔鶴索敵機は帰投の際に機位を失って母艦に戻れずインディスペンサブル礁に不時着、翌日になり機動部隊より派遣された有明に救助された。
ネオショーへの攻撃を終えた飛行隊を収容したのち、MO機動部隊は『本当の米軍機動部隊の位置』に向けて西進を開始、五航戦司令官原忠一少将は薄暮攻撃を企図する。技量優秀者を選抜。攻撃隊27機（翔鶴12機《艦爆6・艦攻6》、瑞鶴15機《艦爆6・艦攻9》）を出撃させたが、米艦のレーダーに捉えられた。これに誘導された戦闘機F4Fワイルドキャットに襲撃されて艦攻隊は大損害（翔鶴艦攻3、瑞鶴艦攻5）を受けた。翔鶴艦攻のうち1機（萩原努大尉機）は翔鶴付近まで帰還していたが、最終的に行方不明となっている。また艦爆隊は爆弾を捨てて帰投中に、米空母に着艦しかけるアクシデントもあった。この時、対空砲火で瑞鶴艦爆1機を喪失。帰投した攻撃隊は17機（翔鶴8機《艦攻2・艦爆6》、瑞鶴9機《艦攻4・艦爆5》）であった。翔鶴搭乗員戦死者は9名であり、5月7日は翔鶴にとって不運の日となった。
5月8日の海戦は、ほぼ互角の戦力をもつ日米機動部隊の正面対決となった。朝、MO攻略部隊より第六戦隊第2小隊（衣笠、古鷹）が合流。空母2隻（瑞鶴、翔鶴）、重巡4隻（妙高、羽黒、衣笠、古鷹）、駆逐艦5隻（潮、曙、時雨、白露、夕暮）でアメリカ軍機動部隊との決戦に臨んだ。
午前6時以降の索敵では、翔鶴索敵機（機長:菅野兼蔵飛行兵曹長、操縦:後藤継男一等飛行兵曹、電信員:岸田清次郎一等飛行兵曹長）がアメリカ軍機動部隊を発見、同機は燃料切れを覚悟で日本軍攻撃隊を誘導し、未帰還となった。3名は山本五十六連合艦隊司令長官からその功績を認められ、死後二階級特進・金鵄勲章を授与されている。翔鶴飛行隊長高橋赫一少佐が指揮する日本軍攻撃隊69機（瑞鶴31機《艦戦9・艦爆14・艦攻8》、翔鶴38機《艦戦9・艦爆19・艦攻10》）は空母レキシントン撃沈、ヨークタウン撃破という戦果をあげた。翔鶴隊は主にレキシントンを、瑞鶴隊は主にヨークタウンを攻撃している。フレデリック・C・シャーマン(レキシントン艦長)は、「(翔鶴隊の攻撃は)みごとに協調が取れていた」と回想している。
一方、対空砲火とアメリカ軍機動部隊上空の空戦で計20機（瑞鶴5機《艦爆2・艦攻3》、翔鶴15機《艦戦3・艦爆7・艦攻5》）を喪失。瑞鶴は46機（瑞鶴24機《艦戦8・艦爆12・艦攻4》、翔鶴22機《艦戦9・艦爆7・艦攻6》）を収容。収容機中、瑞鶴所属機6と翔鶴所属機6を損傷のため海中投棄した。また後述の攻撃で大破した翔鶴に艦戦1・艦爆1が強行着艦している。瑞鶴艦攻1機が不時着して白露に救助、瑞鶴艦爆1機が神川丸に救助、古鷹が翔鶴艦戦3(直衛機)と艦爆2・瑞鶴艦爆1、勝泳丸が翔鶴艦爆1を救助した。翔鶴搭乗員戦死者は攻撃隊隊長の高橋赫一少佐を含む36名であった。
しかし、第17任務部隊も撃破される前に攻撃隊計82機（75機とも）を発進させていた。アメリカ軍攻撃隊はスコールに隠れた瑞鶴を見逃し、翔鶴に殺到した。MO機動部隊の陣形は混乱しており、相互掩護できる状態ではなかった。ヨークタウン攻撃隊（艦戦6、艦爆24、艦攻9）は翔鶴に対し爆弾6発、魚雷命中3本を報告。レキシントンの攻撃隊（艦戦9、艦爆22、艦攻12）は爆弾3発、魚雷命中5本、翔鶴撃沈確実を報告した。アメリカ軍側は多数の魚雷命中を報告しており、命中していたが不発だった可能性もある。
だが爆弾は大きな損害を与えた。午前9時40分以降、計3発の爆弾が命中、至近弾8発を記録。最初の1発は艦首前甲板左舷に命中して両舷主錨を吹き飛ばし前部エレベーターは陥没して停止、飛行甲板前部も損傷したため、さらに前甲板右舷下方の航空用ガソリン庫に引火し大火災が発生した。2発目は飛行甲板右舷後部（後部短艇甲板附近）に命中し、短艇が火災を起こした。3発目は艦橋後方の機銃台・信号マスト付近に命中、艦橋勤務兵や付近の機銃要員に多数の死傷者が出た。最終的に戦死者109名、重軽傷者114名に及んだ。瑞鶴からは水平線上にマストだけ見えていた翔鶴から火柱があがり、黒煙に包まれる光景が目撃された。瑞鶴の見張員が「翔鶴沈没」と錯覚するほどの様子だったという。だが機関は無事（30ノット発揮可能）だったため、第六戦隊第2小隊（衣笠、古鷹）、駆逐艦2隻（夕暮、潮）と共に戦場を離脱する。不時着機の捜索に「時雨」と「白露」を派遣したので瑞鶴の随伴艦は「曙」のみとなった。このあと火災は鎮火したため、3隻（衣笠、古鷹、潮）は反転する。「潮」は燃料補給に向かい、「夕暮」のみ随伴して共に避退した。「夕暮」は「潮」に『翔鶴ハ何処ヘ向ヒシヤ、翔鶴ニ着イテ行ク必要ナキヤ』と発信した。
退避する「翔鶴」の速度については、翔鶴運用長福地周夫少佐は「艦は三十ノットの速力で猛進している」と記述している。翔鶴軍医官渡辺直寛中尉は「これは偏に航海長塚本朋一郎中佐による操艦の賜物と評判高い。最大戦速34.5ノットで取舵一杯、面舵一杯にして爆弾・魚雷を避けたと云う。」と記述している。翔鶴艦爆整備兵西村敏勝海軍一等兵曹は「たえず変針する三〇ノット以上の全力航行での振動の凄まじさは、爆弾の直撃以上」と記述している。。瑞鶴の護衛にあたった第七駆逐隊司令部（駆逐艦潮）付通信兵大高勇治は、損傷した翔鶴が40ノット以上を発揮していたと記述している。
5月9日、「翔鶴」と「夕暮」は横須賀回航を命じられた。祥鳳沈没、翔鶴大破と多数の艦上機を喪失したことにより南洋部隊指揮官の井上成美第四艦隊司令長官はポートモレスビー作戦の中断を命じた。井上司令長官の姿勢を消極的だと判断した山本五十六連合艦隊司令長官は、断固として追撃するよう命令する。しかしヨークタウンは逃走しており、追撃は空振りにおわった。またポートモレスビー作戦の海上攻略作戦も中止された。後日、南洋部隊機動部隊は山本長官より感状を贈られた。

#### 修理
5月10日、3隻（翔鶴、夕暮、漣）はトラック泊地を経て内地へ向かう。航海中、フィリピン方面作戦に従事していた第15駆逐隊（黒潮、親潮、早潮）が合流して護衛に加わる。第五航空戦隊はMO作戦後はミッドウェー作戦に参加予定であったが、珊瑚海海戦の被害により不参加となった。5月14日に五航戦から珊瑚海海戦の戦死者の報告が送られ、その損害があまりにも大きかったので、両艦とも到底次期作戦に使えないことが判明した。5月17日、呉に到着した。同日に「翔鶴」の修理に三か月必要なことが判明する。「翔鶴」の母港は横須賀だが、ドックは潜水母艦大鯨（空母龍鳳）改造工事のために使えなかった。そこで呉に回航されたのである。
呉到着時は日曜日であり、艦首主錨を失っていた翔鶴は小用港沖の浮標に繋がれてしばらく待機することになった。真珠湾に帰投後、突貫工事で修理を終えミッドウェー海戦に参加した空母ヨークタウン（アメリカ海軍）とは正反対の対応である。また姉妹艦が大破する様を間近で見た瑞鶴乗組員の衝撃も大きく、一部にはミッドウェー作戦参加をためらうような雰囲気もあったという。
呉軍港に到着した最初の大損傷艦ということで、「翔鶴」には各方面から見学者が殺到した。さらに山本五十六連合艦隊司令長官も視察に訪れた。城島高次大佐（翔鶴艦長）は損傷をわびたが、次期艦長に内定していた有馬正文大佐は、本艦が義務を果たし武勲をあげたことを賞賛している。
また山本長官は5月26日に福地周夫翔鶴運用長を戦艦大和に呼び、空母被弾時の戦訓について講話を行わせた。福地は搭載飛行機が格納庫内になかったことが消火成功の最大要因と説明した。しかし出撃の前日であった事もあり、結果として南雲機動部隊司令部は珊瑚海海戦の戦訓を生かさなかった。なお翔鶴乗組員が艦内塗料で描いた『珊瑚海々戦翔鶴奮戦図』という絵は軍令部の参謀に譲られ、さらに連合艦隊司令部（大和）に保管されることになった。また福地運用長は損傷した木製飛行甲板の一部を切り取り、そこに南雲中将が『勇躍翔破珊瑚海　翔鶴艦上凱歌高　忠一誌』と揮毫している。
後日、井上（南洋部隊指揮官/第四艦隊長官）は1942年（昭和17年）10月26日付で海軍兵学校校長に就任した。福地も1943年（昭和18年）1月6日附で戦艦陸奥運用長に転じたあと、誤診のため2月25日付で陸奥運用長の職務を解かれる。その後、同年6月15日に海軍兵学校教官に配属され、井上に仕えることになった。福地は陸奥運用長時代に『翔鶴奮戦図』を大和から受け取り、さらに陸奥退艦時に持ちだしたため、福地も『翔鶴奮戦図』も陸奥爆沈（6月8日）を免れている。兵学校着任後、井上校長と原忠一霞ヶ浦航空隊司令官（珊瑚海海戦時、第五航空戦隊司令官）の会談時に福地が『翔鶴奮戦図』と南雲中将揮毫を持参すると、井上は『翔鶴奮戦図』をその場で所望し、校長室正面に飾らせた。井上が1944年（昭和19年）8月5日附で海軍次官に任命されて海軍兵学校を去るまで、同絵は校長室に飾られていた。1945年（昭和20年）5月、福地は舞鶴鎮守府副官に転任し、『翔鶴奮戦図』を教育参考館に寄贈する。
終戦時、教育参考館の主事だった姉崎岩蔵は『翔鶴奮戦図』を始め英霊の遺品を敵手に渡して汚されるのを忍びず、兵学校校長栗田健男中将にどうすべきか相談した。栗田はしばし瞑目し「敵手に汚されるのは余りに無念」と考え焼却を指示する。しかし姉崎はそれを残念に思い、遺品を分類したうえで図を始め一部を持ちだして厳島神社に秘匿を依頼、残りは焼却したとしている。
5月25日、翔鶴艦長は城島大佐から有馬正文大佐に交代する。将校も含め大部分が転勤し、高級幹部で残ったのは福地運用長と塚本朋一郎航海長などだったという。
6月5日-7日にかけてのミッドウェー海戦で主力空母4隻（赤城、加賀、飛龍、蒼龍）が沈没すると、翔鶴型2隻（翔鶴、瑞鶴）は航空艦隊の中核となった。それに伴い、ミッドウェー海戦の戦訓から、搭載機の編制も艦戦27、艦爆27、艦攻18に改められる。これは小型空母の艦戦で自隊の上空防御をおこない、大型空母は艦爆隊を投入して敵空母の飛行甲板を使用不能とし、その後に索敵に使用していた艦攻隊に雷撃を行わせ、とどめをさそうという戦術である。艦隊の運用方針も『航空決戦を主目的とし、空母が中核に徹し、水上兵力はこれに協力する』という方針を定めた。さらに前衛艦隊を空母部隊の前方に進出させ、索敵線の形成・帰投飛行隊の誘導・敵艦隊の追撃および補足・敵の攻撃力の一部吸収という役割を担わせた。「囮」となる前衛部隊では「前衛艦を犠牲にして空母だけが甘い事をする」という批判も聞かれ、空母部隊からも直衛艦が減ることへの不満があったが、ともかく実施することになった。ただし急に決まった戦策のため各艦隊・各艦に徹底する余裕がなく、トラック泊地集結時に説明する予定だったものの、後述の第二次ソロモン海戦のため実施できなかった。艦自体にも、レーダーの設置、出火対策の徹底、煙突の冷煙装置を消防用に転用可能とする改造。自動車の部品を利用した移動式消火ポンプの増設、艦の前後に三連装機銃の増設等の改装を行っている。
7月14日付で第五航空戦隊は解隊され、五航戦司令官原忠一少将は第八戦隊（利根、筑摩）司令官に転任した。また同日付で空母3隻（翔鶴、瑞鶴、瑞鳳）は第一航空戦隊を再編成、同時に第三艦隊（司令長官南雲忠一中将、参謀長草鹿龍之介少将）に編入。7月20日、南雲は第三艦隊旗艦を翔鶴に変更する。本艦は再建された日本海軍機動部隊の主力空母となった。航空隊にも村田重治少佐（元赤城艦攻隊長、6月21日付で翔鶴飛行隊長）等が着任した。翔鶴運用長や航海長は以下の感慨を抱いたという。

かくて三ヵ月の工事を終えて、翔鶴は立派に再生した。珊瑚海の疵も完全に癒え、今はミッドウェー海戦で主力を失った日本海軍機動部隊の中心に立つ身となった。
大艦巨砲主義の夢がはかなく消え去ったいま、翔鶴は単に機動部隊の中心であるばかりでなく、実に日本海軍の中枢主力となったのだ。かつて航空母艦乗組となったことをかこった不明なる私や航海長は、今や日本海軍最上の艦の乗員たる幸運に恵まれたことを自覚せずにはおれなかった。 
—福地周夫『空母翔鶴海戦記』109ページ

有馬（翔鶴艦長）は福地から珊瑚海海戦の状況について説明を受け、「翔鶴が沈む時は総員退艦の号令はかけない。全員が運命を共にする覚悟で戦え」と訓示した。福地は「軍艦とその乗員の運命は、艦長の性格とその信念によって決まる」と述べている。有馬の指揮下、福地は応急措置や被弾対策に奔走することになった。新艦長をむかえた翔鶴は南海西部で航空隊の訓練を実施する。8月15日に着艦訓練をおこない、25日総合訓練（予定）という程度であり、練度は充分とは言い難かった。

#### 第二次ソロモン海戦
8月7日、アメリカ軍はガダルカナル島とフロリダ諸島に来襲し（フロリダ諸島の戦い）、ガダルカナル島攻防戦が始まった。間を置かず第一次ソロモン海戦が生起した。8月14日、南雲司令長官は第三艦隊・第一航空戦隊（翔鶴、瑞鶴、龍驤）を率いて日本を出撃、洋上でも諸々の訓練を行いながらソロモン諸島へ向かう。8月14日附の機動部隊軍隊区分は、本隊（第一航空戦隊〈翔鶴、瑞鶴、龍驤〉、第10駆逐隊〈風雲、夕雲、巻雲、秋雲〉、第16駆逐隊〈時津風、天津風、初風〉）、前衛部隊、油槽船7隻という規模だった。機動部隊決戦に向けて前衛と本隊の役割および位置関係についての戦術を説明する機会や時間がなかったため、やむを得ず航空機から筒を投下するという方法で各隊・各艦に配布している。
8月23-24日、ガダルカナル島増援部隊（指揮官田中頼三第二水雷戦隊司令官）の輸送船団を巡り、日米双方の機動部隊が対決する。ガダルカナル島ヘンダーソン飛行場への日本軍基地航空隊の空襲が不徹底だったため、第三艦隊から機動部隊支隊4隻が分離してガ島攻撃へ向かった。
8月24日の第二次ソロモン海戦では、零式艦上戦闘機発艦準備中にSBDドーントレス急降下爆撃機2機に奇襲された。翔鶴は急転舵して回避に成功したが、飛行甲板上の零戦と整備兵6名が転落・行方不明となった。翔鶴搭載レーダーはドーントレスを探知して艦橋に報告していたが、喧噪により指揮官達に伝わらなかった。B-17重爆8機との戦闘では、零戦自爆1・未帰還1を出した。
アメリカ軍機動部隊に対する攻撃は、決定的戦果をあげられなかった。翔鶴飛行長関衛少佐指揮のもと第一次攻撃隊の艦爆27・艦戦10（翔鶴22機《艦戦4、艦爆18》、瑞鶴15機《艦戦6、艦爆9》）が発進。空母2隻大破炎上（翔鶴隊はエンタープライズ、瑞鶴隊はサラトガを攻撃）を報じたが、未帰還艦爆17・艦戦3、不時着艦爆1・艦戦3を出し、母艦へ戻ったのは13機だった。翔鶴攻撃隊は空母エンタープライズを中破（爆弾3命中、至近弾2）させたが、エンタープライズはすぐに損傷を修理して1時間以内に航空隊の収容をおこなっている。また、サラトガは空襲を受けていないという。
第二次攻撃隊は瑞鶴飛行隊長高橋定大尉指揮のもと艦爆27・零戦9（翔鶴12機《艦戦3、艦爆9》、瑞鶴24機《艦戦6、艦爆18》）が発進したが、アメリカ軍機動部隊を発見できず引き返した（艦爆4が未帰還、同1が不時着）。アメリカ軍の記録によれば、アメリカ軍機動部隊の西方50浬に日本軍機を探知したが、南方へ退避したため攻撃を受けなかったとしている。また分派した支隊もサラトガ隊の攻撃を受け、軽空母龍驤が沈没するという損害を受けた。24日の戦闘で、沈没艦（龍驤）損害分をあわせ合計59機（零戦30、艦爆23、艦攻6）と水偵3を喪失、ほかに水上機母艦千歳も中破、残存使用可能機数は25日現在で空母2隻合計零戦41・艦爆25・艦攻34となった。翔鶴搭乗員戦死者29名、艦上戦死6名であった。アメリカ軍側は艦載機20を喪失し、日本軍機90機を撃墜したと報告している。
8月25日、ガダルカナル島へ向かっていた日本軍輸送船団（金龍丸、ぼすとん丸、大福丸）と第二水雷戦隊司令官指揮下の護衛部隊はドーントレスやB-17重爆の空襲を受け、駆逐艦睦月と輸送船金龍丸が沈没、軽巡神通が中破した。増援部隊指揮官田中頼三少将（二水戦司令官）は、上空直掩機のない現状でガ島へ突入しても全滅すると判断し、健在艦をショートランド泊地へ避退させた。瑞鶴艦載機が上空警戒にあたるが、低速の輸送船団がアメリカ軍制空権下で突入することは難しく、作戦中止に至る。ここに第二次ソロモン海戦はアメリカ軍の勝利に終わった。

第二次ソロモン海戦後、ガダルカナル島攻撃作戦を掩護するため翔鶴の所属零戦15機（指揮官新郷英城大尉）がブカ島へ派遣された。9月4日、5機（戦死5名）を失って10機に減少した零戦隊が母艦に帰艦した。翌5日、南雲機動部隊はトラックに到着した。9月10日、補給を終えた翔鶴以下日本軍機動部隊は出撃してソロモン海域の警戒にあたる。アメリカ軍は空母ワスプ（USS Wasp, CV-7）が潜水艦伊十九の雷撃で撃沈されるなど積極的な行動を起こせず、大きな戦闘が起きないまま、9月23日に南雲機動部隊はトラック島へ帰投した。

#### 南太平洋海戦

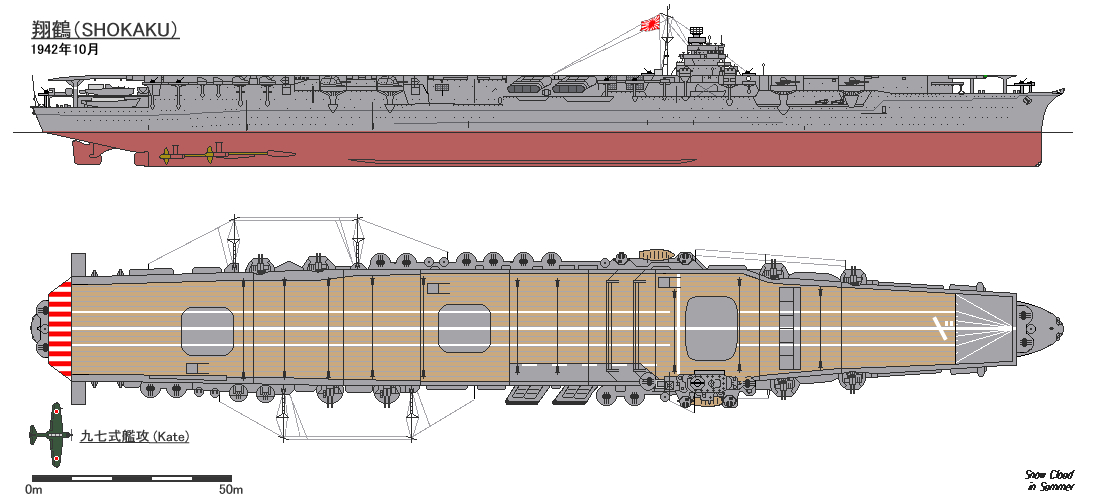
南太平洋海戦時の翔鶴

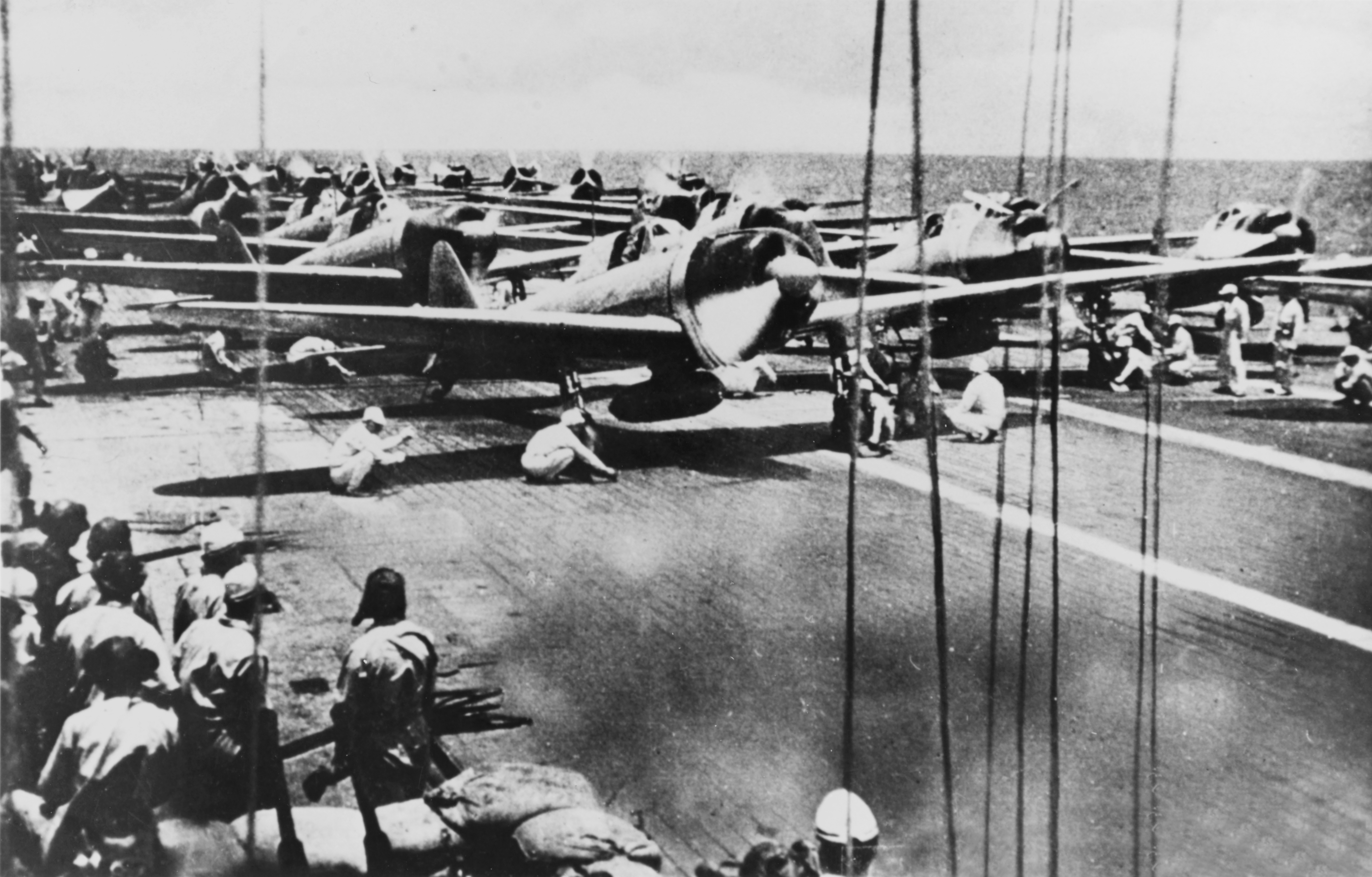
甲板上の艦載機（1942年10月26日）

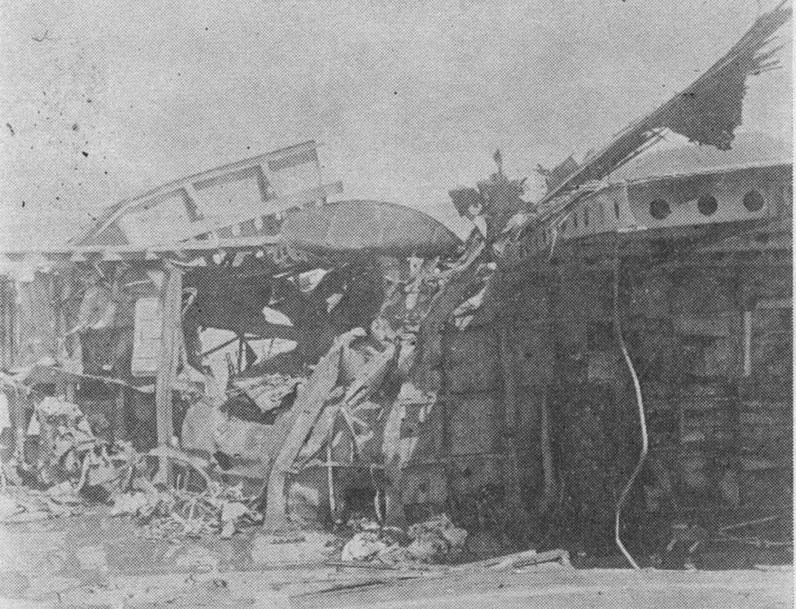
損害状況

ガダルカナル島の日本軍は劣勢に陥り、日本軍は10月25日を予定して陸海軍の総攻撃実施を決定する。10月11日、翔鶴以下南雲機動部隊はトラック島を出撃し、ソロモン海域に進出した。
10月15日、索敵機が4群からなる船団を発見。そのうち最も近いものに対して「翔鶴」と「瑞鶴」は艦攻9機、艦爆21機、零戦8機が攻撃に向かい駆逐艦「メレディス」を撃沈した。損害は艦爆、艦攻各1機未帰還、艦攻1機不時着水（搭乗員は駆逐艦「磯風」が救助）であった。艦攻9機、艦爆21機からなる第二次攻撃隊は敵を発見できず、本隊からはぐれた艦爆5機のみが輸送艦2隻を攻撃したものの損害は与えられなかった
10月25日夜、アメリカ軍飛行艇が夜間爆撃を敢行したが、被害はなかった。
10月26日の戦闘における第三艦隊本隊の戦力は、第一航空戦隊の空母3隻（翔鶴、瑞鶴、瑞鳳）、第七戦隊の重巡洋艦1隻（熊野）、駆逐艦部隊（第4駆逐隊〈嵐、舞風〉、第61駆逐隊〈照月〉、第17駆逐隊〈浜風〉、第16駆逐隊〈雪風、初風、時津風、天津風〉）であった。
同日朝、索敵中のドーントレス2機が空母瑞鳳を奇襲し、爆弾1発を艦後部に命中させて着艦不能とさせた。
午前6時50分、翔鶴の索敵機がアメリカ軍機動部隊を発見、翔鶴飛行隊長村田重治少佐率いる九七式艦上攻撃機20、高橋定大尉率いる九九式艦上爆撃機21、零戦8機の第一次攻撃隊が発進する。続いて第二次攻撃隊の発進が開始されたが、瑞鶴艦攻発進が遅れたため、翔鶴艦爆隊（関衛少佐、艦爆19・零戦5）は瑞鶴隊を待たずにアメリカ軍機動部隊へ向かった。旗艦（翔鶴）が南下する一方、瑞鶴は航空隊発進のため風上へ向かい、20kmも離れる。孤立した翔鶴は珊瑚海海戦に続いてアメリカ軍機の集中攻撃を受けることになった。爆弾4発（飛行甲板後部左舷3発、右舷後部に1発）が命中、高角砲弾の一部誘爆はあったが致命傷にはならず、機関は健在だった。特に煙突冷却用ポンプは効果を発揮し、事前に被弾火災想定訓練をおこなっていた事が被害を最小限にしたといえる。また艦橋防空指揮所の有馬（翔鶴艦長）が右舷前方から接近するドーントレスの一群に対し「取舵」を下令したところ、塚本（翔鶴航海長）は珊瑚海海戦の経験から独断で面舵へ転舵（アメリカ軍艦爆隊と反航態勢）。爆弾4発命中にとどめた。塚本航海長は「艦長の命令だからといって、ミスミス悪いことと知りながら盲従していたら、おそらく全弾命中して『翔鶴』の運命は終わりであったろうと思う」と、南雲長官や草鹿参謀長の面前でも命令違反を犯したと回想している。有馬も取舵転舵を下令した事は失敗だったと認め、塚本を叱責する事態にはならなかった。
南雲機動部隊が攻撃を受けていたころ、日本軍攻撃隊もアメリカ軍機動部隊を空襲し 第二航空戦隊（空母隼鷹）や第二艦隊と共同で空母ホーネットと駆逐艦1隻撃沈、エンタープライズ大破という戦果をあげている。その一方、村田少佐を含む艦攻10機、関少佐を含む艦爆22機、零戦12機、搭乗員計54名を失った。随伴駆逐艦も不時着機搭乗員救助にあたった。午後5時、南雲司令部は駆逐艦「嵐」（第4駆逐隊司令有賀幸作大佐）に移乗して翔鶴から離れた。なお、有馬（翔鶴艦長）は徹底追撃と戦果拡大の必要を痛感しており、翔鶴で逃走するアメリカ軍機動部隊を追撃することを主張した。自艦を被害担当艦（囮）にして、他艦の攻撃を支援をしようという有馬の特攻精神だったという。だが草鹿龍之介機動部隊参謀長に「飛行甲板の大破した空母で戦えるのか」と退けられている。
艦上戦死者144名、航空隊戦死者54名を出して大破した翔鶴は、駆逐艦「舞風」と「初風」に護衛されて避退した。10月28日、トラックに帰港した。有馬（翔鶴艦長）と大林末雄大佐（瑞鳳艦長）は戦艦「大和」の連合艦隊司令部を訪ね、戦闘状況を報告した。このあと、山本長官と宇垣参謀長は翔鶴を自ら視察した。後日（翌年3月28日）、有馬は海兵43期の同期生で友人の高木惣吉（当時、海軍省教育局長）に心情を打ち明け、南太平洋海戦時の状況について「山本長官は間もなく戦死された。それなら思い切って遠慮せず本心を吐露すればよかった。残念でたまらない」と語ったという。
10月29日、昭和天皇は南太平洋海戦における連合艦隊の戦果を称える勅語を贈る。
この後、南太平洋海戦で損傷した空母2隻（翔鶴、瑞鳳）、重巡2隻（熊野、筑摩）は駆逐艦8隻に護衛されて内地へ帰投、11月6-7日にそれぞれの母港へ到着した。
横須賀に到着後は同地で修理を行うが、この間、東条英機首相が視察に訪れている。日本海軍は、真珠湾攻撃・珊瑚海海戦・南太平洋海戦における2隻（翔鶴、瑞鶴）の奮戦に対し3回の感状を授与した。また二度の大海戦における2隻（翔鶴、瑞鶴）の被害の差から、瑞鶴は幸運艦と呼ばれた。瑞鶴乗組員達は翔鶴について、「実に運の悪い艦だ」と噂していたという。一方、福地周夫（翔鶴運用長）は「海軍軍人の立場からいうと、（瑞鶴は）逃げ隠れていて戦うことができずに、かえって不運だったと思っている。翔鶴の方が武運に恵まれて幸運だった」・「敵が攻めて来ているのに隠れていて、しかも、僚艦が攻撃されているのに知らん顔をして戦わなかった『瑞鶴』を、単に運がよかったとばかりは思わない」と著している。珊瑚海海戦の時も、「瑞鶴は隠れていて無事で、まことに幸運でした」と報告したら山本長官は喜んだだろうか……と指摘している。

### 1943年
南太平洋海戦後の11月11日、第三艦隊司令長官は南雲中将から小沢治三郎中将に交代する。
内地での練成により、消耗した翔鶴航空隊も定数を満たした。
1943年（昭和18年）2月16日、有馬（翔鶴艦長）は海軍航空本部教育部長へ転任した。後任の翔鶴艦長は、2月12日まで空母隼鷹艦長を務めていた岡田為次大佐となった。
3月20日、翔鶴は空母龍鳳（12月中旬、被雷。修理完了）および駆逐艦4隻（浜風、漣、響、波風）と共に内海西部へ回航される。3月25日、前年の珊瑚海海戦における南洋部隊機動部隊の戦果に感状が贈られた。
6月30日、アメリカ軍がレンドバ島に来攻。機動部隊はトラック進出となった。これは兵力増強によりレンドバ島奪還を図ろうというものであったが、戦況から結局奪還作戦は実施に至らなかった。「翔鶴」、「瑞鶴」、重巡洋艦「利根」、「筑摩」、「最上」などは7月10日に内海西部を出発し、7月15日にトラックに着いた。この際、「翔鶴」はミレ増強部隊約600名を運んだ。
11月11日、「翔鶴」、「愛宕」、「高雄」は駆逐艦島風と玉波に護衛されてトラックを出発、15日に横須賀へ到着して修理整備を実施した。
11月17日、松原博大佐が、翔鶴艦長に任命された。
11月26日、3隻（翔鶴、島風、玉波）はトラックへ向け出撃する。空母千歳と駆逐艦2隻（秋月、谷風）と合流後、翔鶴隊は12月1日トラック泊地へ到着した。
12月6日、第三艦隊司令部は、臨時に旗艦を軽巡洋艦大淀に変更した。

12月10日、翔鶴をふくめトラック泊地在泊の大型艦に対し本土回航命令が出される。

6隻（空母〈翔鶴〉、戦艦〈大和〉、駆逐艦〈山雲、秋雲、風雲、谷風〉）は12月12日にトラックを出発、翔鶴は17日横須賀に帰着した。

### マリアナ沖海戦
1944年（昭和19年）1月17日、3隻（翔鶴、秋雲、風雲）は横須賀を出発して内海西部へ移動した。2月6日、空母2隻（翔鶴、瑞鶴）は巡洋艦2隻（筑摩、矢矧）と駆逐艦5隻と共に内地を出発する。シンガポール（昭南）着後、リンガ泊地へ進出した。その後、第十戦隊所属の艦艇と共に訓練に従事した。
日本の敗色が濃くなった1944年（昭和19年）3月1日、日本海軍は第一機動艦隊（司令長官小沢治三郎中将、参謀長古村啓蔵少将）を編成し、小沢中将は翔鶴を旗艦としたこれにともない瑞鳳は第三航空戦隊に編入（千歳、千代田、瑞鳳）、第一航空戦隊は空母2隻（翔鶴、瑞鶴）となる。
3月10日、飛行甲板に装甲を施した新鋭空母の大鳳が第一航空戦隊に編入された。4月15日、小沢中将は大鳳に移動し将旗を掲げた。アメリカ軍潜水艦の行動により日本艦隊の駆逐艦は次々に撃沈され、またビアク島の戦いを巡る渾作戦でも消耗を重ねた。
6月、アメリカ軍のサイパン島襲来に伴い日米両軍の間でマリアナ沖海戦が生起する。翔鶴の航空戦力は零式艦上戦闘機34、天山艦上攻撃機12（3機は偵察機）、彗星艦上爆撃機18、二式艦上偵察機10、九九式艦上爆撃機3、計77機だったという。小沢機動部隊（直率隊）が抱える問題の一つに、大型空母3隻（大鳳、翔鶴、瑞鶴）と巡洋艦3隻（第五戦隊〈羽黒、妙高〉、第十戦隊〈矢矧〉）に対し、護衛駆逐艦の数が少なすぎることだった。わずか7隻（第10駆逐隊〈朝雲〉、第17駆逐隊《磯風、浦風〉、第61駆逐隊〈初月、秋月、若月〉、秋月型〈霜月〉）である。
6月19日11時20分、航空機の発進中にアメリカ潜水艦カヴァラが発射した魚雷6本のうち、3乃至4本が翔鶴の右舷に命中した（左舷後部に命中との証言あり）。カヴァラは給油部隊を発見して追跡を開始、17日夕刻に小沢機動部隊を発見して位置情報を報告。アルバコアなどの僚艦を呼び寄せると同時に、攻撃の機会をうかがっていたのである。カヴァラ側によれば日本側は全く気付いておらず、潜望鏡露出4回、距離1000mまで接近して発射したという。
翔鶴は複数の魚雷命中によって3軸運転となり、電力が失われ速力も低下した。石塚(矢矧水雷長)によれば、翔鶴は被雷後も速度を落とさず航行しており、そのうち隔壁の破れる音と共に煙突から蒸気が噴出、矢矧座乗中の第十戦隊司令官木村進少将が「翔鶴は止まらなくては駄目だ」と叫ぶ一幕もあったという。翔鶴艦内では左舷への注水作業により傾斜の復旧作業が実施されたが、注水のしすぎによって逆に左舷に傾斜してしまった。また前部に命中した魚雷によって艦首が著しく沈下した。また、エレベーターも故障して途中で止まっていた。その後、魚雷被弾時に気化した航空燃料が艦内に充満、それに引火して大爆発と大火災が発生。14時1分乃至14時10分に沈没した。沈没時、乗組員は飛行甲板後部に集まっていたが、急激に前のめりになって沈下をはじめたため滑り台のようになり、飛行甲板に空いたエレベーターの穴に多数の乗組員が落ちてしまった。1,272名の乗組員が戦死、翔鶴艦長の松原大佐を含む脱出者は護衛艦（矢矧、浦風、秋月）等に救助されている。翔鶴の艦歴は2年10か月であった。
翔鶴の沈没から間もなく、小沢機動部隊の旗艦大鳳もアメリカ潜水艦アルバコアから受けた雷撃が原因で大爆発を起こして沈没した。
また6月20日の空襲で小沢機動部隊は空母飛鷹とタンカー2隻を喪失、他艦（瑞鶴、隼鷹、千歳、千代田、榛名、摩耶）等も損傷した。空母3隻（翔鶴、大鳳、飛鷹）の喪失により、日本の空母戦力は機動部隊として艦隊運用できる隻数・搭載機・乗員の確保が困難となり、事実上、空母機動部隊として作戦運用できる能力を失った。翔鶴生存者は救助艦から姉妹艦瑞鶴と重巡摩耶等に移乗し、日本本土へ向かった。
1945年（昭和20年）8月31日、戦艦4隻（山城、武藏、扶桑、大和）、空母4隻（翔鶴、信濃、瑞鶴、大鳳）は帝国軍艦籍から除籍された。

## 年表
- 1937年（昭和12年）12月12日 横須賀海軍工廠にて起工。
- 1939年（昭和14年）
  - 5月16日 命名[22]。
  - 6月1日 進水
- 1941年（昭和16年）
  - 8月8日 就役。
  - 8月23日処女航海。
  - 8月25日 第五航空戦隊に編入。
  - 11月26日 単冠湾出撃。
  - 12月8日 真珠湾攻撃参加。
- 1942年（昭和17年）
  - 1月17日 ラバウル攻略戦でトラック諸島出撃、同20日ラバウル、同21日ラエ攻撃。
  - 3月26日 セイロン沖海戦参加。翌4月5日コロンボ攻撃。同9日トリンコマリー攻撃。
  - 5月7日 珊瑚海海戦参加。5月9日世界最初の空母対空母の戦闘を行う。
  - 6月17日 呉にて修理を行う。
  - 8月24日 第二次ソロモン海戦参加。
  - 10月26日 南太平洋海戦に参加。
- 1944年（昭和19年）6月19日 マリアナ沖海戦でアメリカ潜水艦カヴァラの雷撃で沈没。
- 1945年（昭和20年）8月31日 除籍[306]

## 艦長
艤装員長
- 澄川道男 大佐：1940年5月20日[46] - 1940年10月15日[48]
- 城島高次 大佐：1940年10月15日[51] - 1941年4月17日[53]

艦長
- 城島高次 大佐：1941年4月17日[53] - 1942年5月25日[176]
- 有馬正文 大佐：1942年5月25日[176] - 1943年2月16日[257]
- 岡田為次 大佐：1943年2月16日[257] - 1943年11月17日[266]
- 松原博 大佐：1943年11月17日[266] - 1944年6月26日[307]

## 同型艦
- 瑞鶴